# Алламакі (округ, Айова)
Шаблон:StateAbbr_ 43°17′12″ пн. ш. 91°22′27″ зх. д. / 43.286666666667° пн. ш. 91.374166666667° зх. д.
Округ Алламакі (англ. Allamakee County) — округ (графство) у штаті Айова, США. Ідентифікатор округу 19005.

## Історія
Округ утворений 1847 року.

## Демографія
За даними перепису
2000 року
загальне населення округу становило 14675 осіб, зокрема міського населення було 4047, а сільського — 10628.
Серед мешканців округу чоловіків було 7346, а жінок — 7329. В окрузі було 5722 домогосподарства, 3929 родин, які мешкали в 7142 будинках.
Середній розмір родини становив 3,02.
Віковий розподіл населення поданий у таблиці:
| Стать    | До 15 років | 15-21 | 22-29 | 30-39 | 40-49 | 50-65 | 65-85 | Понад 85 |
| -------- | ----------- | ----- | ----- | ----- | ----- | ----- | ----- | -------- |
| Чоловіки | 1539        | 701   | 640   | 985   | 1124  | 1204  | 1045  | 108      |
| Жінки    | 1477        | 621   | 517   | 916   | 1037  | 1214  | 1222  | 325      |

## Суміжні округи
- Г'юстон, Міннесота — північ
- Вернон, Вісконсин — північний схід
- Кроуфорд, Вісконсин — схід
- Клейтон — південь
- Фаєтт — південний захід
- Віннешік — захід

## Виноски
1. ↑  U.S. Decennial Census. United States Census Bureau. Архів оригіналу за 26 квітня 2015. Процитовано 13 липня 2014.
2. ↑  Historical Census Browser. University of Virginia Library. Архів оригіналу за 11 серпня 2012. Процитовано 13 липня 2014.
3. ↑  Population of Counties by Decennial Census: 1900 to 1990. United States Census Bureau. Архів оригіналу за 22 квітня 2014. Процитовано 13 липня 2014.
4. ↑  Census 2000 PHC-T-4. Ranking Tables for Counties: 1990 and 2000 (PDF). United States Census Bureau. Архів оригіналу (PDF) за 18 грудня 2014. Процитовано 13 липня 2014.
5. ↑  State & County QuickFacts. United States Census Bureau. Архів оригіналу за 7 червня 2011. Процитовано 13 липня 2014. [Архівовано 2011-06-07 у Wayback Machine.](англ.) Наведено за англійською вікіпедією.
6. ↑  American FactFinder. Бюро перепису населення США. Архів оригіналу за 26 лютого 2012. Процитовано 31 січня 2008. [Архівовано 2008-05-21 у Wayback Machine.]

| США | Це незавершена стаття з географії США. Ви можете допомогти проєкту, виправивши або дописавши її. |